# Березовское (Костанайская область)
Березовское (каз. Березовское) — упразднённое село в Карабалыкском районе Костанайской области Казахстана. Входило в состав Карабалыкского сельского округа. Находится примерно в 46 км к югу от районного центра, посёлка Карабалык. Код КАТО — 395043200. Ликвидировано в 2016 г.

## Население
- На 1989 год — 214 человек, из которых украинцы - 26%, казахи - 20%[3].

В 1999 году население села составляло 156 человек (85 мужчин и 71 женщина). По данным переписи 2009 года, в селе проживало 29 человек (14 мужчин и 15 женщин).